# Діжа

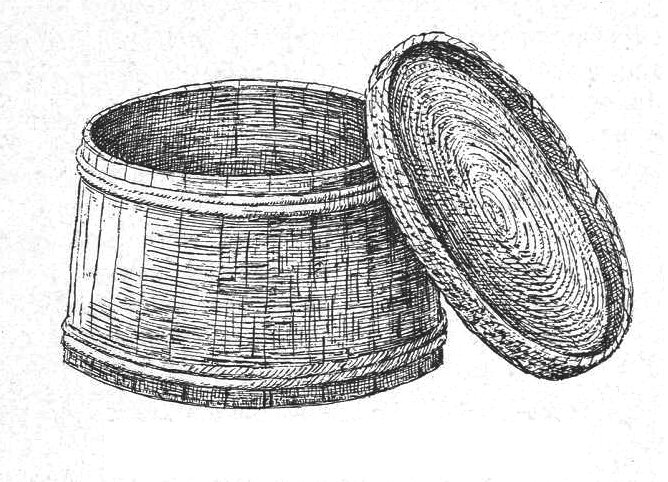
Діжа з віком

Діжа́ (біл. дзяжа́, пол. dzieża) — низька широка дерев'яна посудина (діжка) для приготування тіста на хліб, а також розмовна назва тіста, приготовленого в цій посудині. Робити розчин борошна для виготовлення тіста називалось «учиняти діжу». Діжу використовували східні і західні слов'яни. Південні слов'яни для цих цілей використовували видовбані ночовки.

## Етимологія
Праслов'янське *děža (раніша форма *děz-i̯ā) вважають похідним від пра-і.є. *dhoiĝh-i̯ā і спорідненим з дав.-інд. dḗgdhi, dḗhati («змащує, замазує»), гот. deigan («місити») і daigs («тісто»), нім. Teig («тісто»).

## Будова
Діжу виготовляли зазвичай з парною (Чернігівщина, Житомирщина) або непарною (Харківщина, Полтавщина) кількістю клепок.
Діжу обов'язково накривали віком — аби не потрапило щось «нечисте».

## У культурі

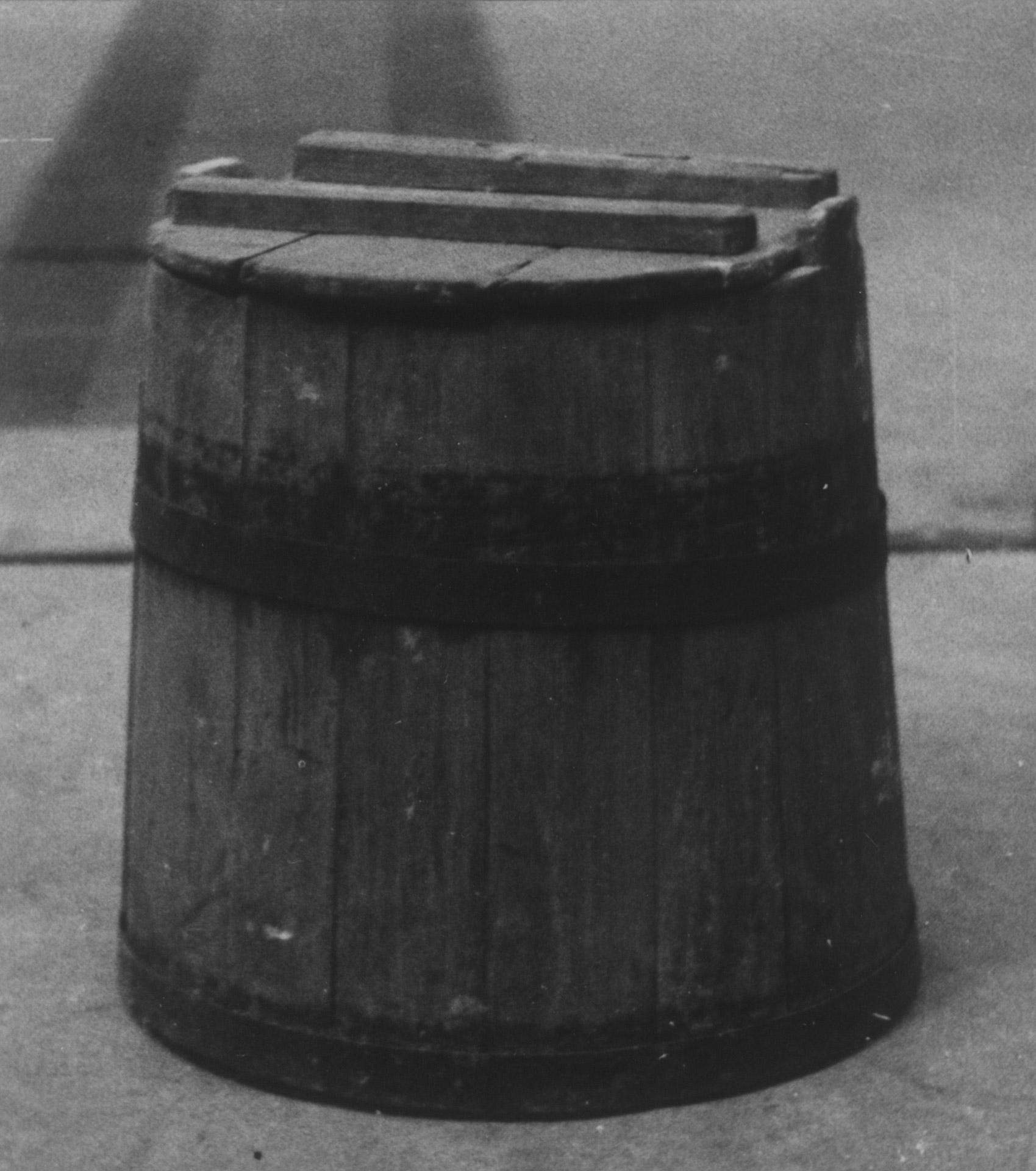
Діжа з віком. Село Куни Великопольського воєводства, Польща, 1960 р.

### Символіка, повір'я
- Діжа була символом достатку і благополуччя, оскільки була пов'язана з найсвятішим — хлібом. Існувала побутова «трійця», без якої неможливим був достаток: піч, у якій випікали хліб; стіл, за яким його споживали і діжа, у якій його замішували.
- Діжу ніколи не позичали, вона мала використовуватись тільки у власній домівці, щоб замішаний у ній хліб зберігав святість і силу.
- Діжа завжди мала бути чистою, оскільки вона використовувалась для замішування «найбільшої сили» — хліба.
- У багатьох місцевостях України і Білорусі діжу ставили на столі або лавці «під образами» — у найпочеснішому місці в хаті.
- У переддень великих свят діжу «пра́вили» (шкребли освяченим ножем і вимивали теплою водою)[4].
- Нову або правлену діжу наливали біля криниці холодною водою і давали напитися корові, що мало забезпечити достаток[4].
- Діжа символізувала сонце (наприклад, у загадці «За лісом-пролісом червона діжа сходить»)[4].

### Обряди
Східні і західні слов'яни використовували діжу у різних обрядах, зокрема весільному.
Діжу використовували як оберіг при стихійних лихах. Чехи і серболужичани при пожежі повертали діжу отвором до вогню, «щоб його не роздмухав вітер».
Під час переселення у новий дім східні слов'яни брали з собою діжу з тістом, замішаним у старій хаті.

### Прислів'я, мовні звороти
- Як діжа не міситься, то сім'я біситься
- Хоч і діжу з тістом оддай, то ще буде клясти, що важко нести (із записів М. Номиса)

## Інше
- «Діжею» називалась кругла заглибина в землі для дитячої гри «Місяць»[5].